# Venusphase

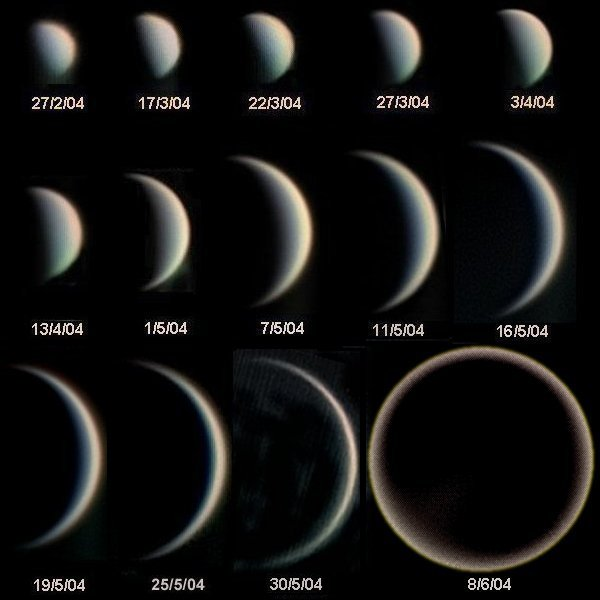
Venusphasen und die Entwicklung der scheinbaren Größe

Als Venusphasen werden die wechselnden Lichtgestalten der Venus bezeichnet, wie sie im Fernrohr bei ihrer Bahnbewegung um die Sonne erscheinen. Sie sind wie bei den Mondphasen eine Folge der verschiedenen Beleuchtungsrichtung.

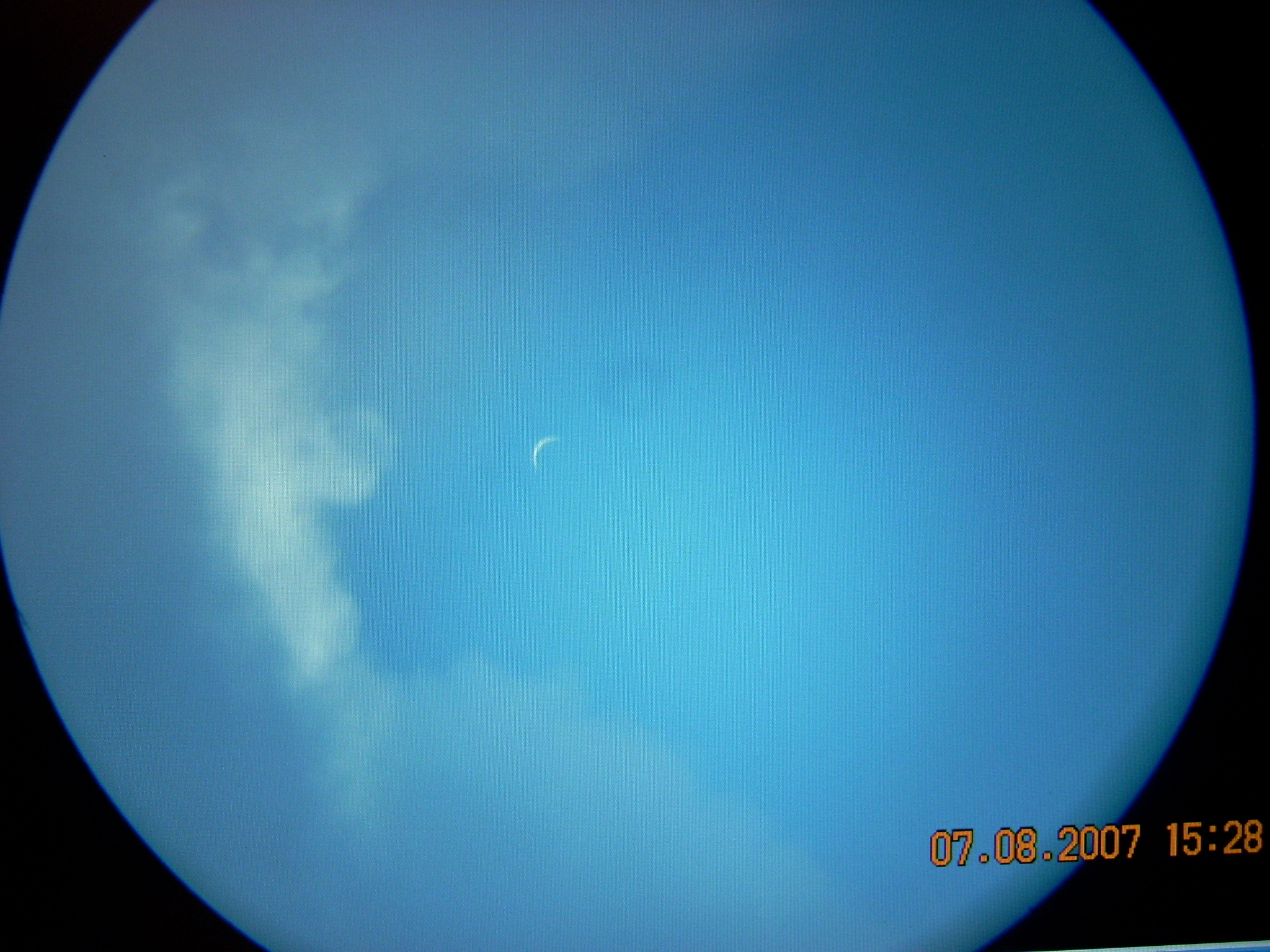
Venussichel bei Tage, nur 17° östlich der Sonne, links eine nahende Gewitterwolke. Fotografiert am Celestron-Achtzöller (80-fach)

Die Venussichel hat vermutlich erstmals Galileo Galilei mit seinem 1610 gebauten Fernrohr gesehen und durch weitere Beobachtungen auch den Wechsel zu anderen „Mondphasen“ beobachtet. Als schmale, bis zu 60" große Sichel erscheint die Venus (und im stärkeren Teleskop auch der Merkur), wenn der Planet entfernungsmäßig zwischen Erde und Sonne steht. Vollere, aber kleinere Phasengestalten zeigen sich, wenn die Venus seitlich oder jenseits der Sonne steht.   
Darüber korrespondierte Galilei mit dem römischen Jesuiten Christoph Clavius, der mit seinen Ordenskollegen die Venusphasen unabhängig von ihm entdeckt hatte. Galilei und die Astronomen der Vatikansternwarte waren sich über die Konsequenzen dieser Entdeckung weitgehend im Klaren: wenn die Venus verschieden beleuchtet werde, müsse sie um die Sonne kreisen, was dem ptolemäischen Weltbild widersprechen würde. Allerdings könnte auch das Tychonische Weltmodell die Phasen und die wechselnde Größen der Venusgestalt erklären.
Im zeitlichen Verlauf ändern sich die Venusphasen ungleichmäßiger als  beim Mond. Wenn die Venus jenseits der Sonne (also weit entfernt) nahe der oberen Konjunktion steht, erscheint sie sehr klein (etwa 10"), aber in annähernd voller Phase. Dies ändert sich im nächsten Halbjahr nur wenig. Erst nach 7-8 Monaten, wenn sie als heller Abendstern den größten östlichen Winkelabstand zur Sonne hat (größte Elongation, etwa 45° links der Sonne), sieht sie bei etwa 100-facher Vergrößerung wie ein kleiner zunehmender Halbmond (Erstes Viertel) aus. Die nächsten zwei Monate wird sie zur Sichel, die immer schmaler wird und rasch an Größe zunimmt. Bevor sie 60" Durchmesser erreicht, wird sie in den Strahlen der Sonne unsichtbar und wechselt nach der unteren Konjunktion auf die andere Seite. Nach einigen Wochen als Morgenstern auftauchend, ist die Sichel nun wie der abnehmende Mond geformt und wird rasch kleiner bis zur größten westlichen Elongation.    